# Comando Militar del Oeste

Pintados de color verde, los estados de Mato Grosso y Mato Grosso del Sur, que conforman el Comando Militar del Oeste.

El Comando Militar del Oeste (en portugués Comando Militar do Oeste, CMO) es un comando regional del Ejército Brasileño responsable de los estados de Mato Grosso y Mato Grosso del Sur.

## Historia
Por decreto presidencial n.º 91 778 del 15 de octubre de 1985, se disolvieron los ejércitos creando comandos militares de área. Uno de estos fue el Comando Militar del Oeste. Su jurisdicción comprendía los estados de Mato Grosso, Mato Grosso del Sur y Rondonia —esta última pasó al Comando Militar de la Amazonia en 1992— y al mando de la 9.ª Región Militar y la 9.ª División de Ejército. En 1989 la 9.ª Región Militar adquirió independencia organizativa.

## Organización
La estructura orgánica del Comando Militar del Oeste es la que sigue a continuación:
- Comando Militar del Oeste.
  - 9.ª Región Militar.
  - 13.ª Brigada de Infantería Motorizada.
  - 18.ª Brigada de Infantería de Frontera.
  - 4.ª Brigada de Caballería Mecanizada.
  - 3.º Agrupamiento de Ingeniería.
  - 9.º Agrupamiento Logístico.